# Neujahrsmarathon Zürich

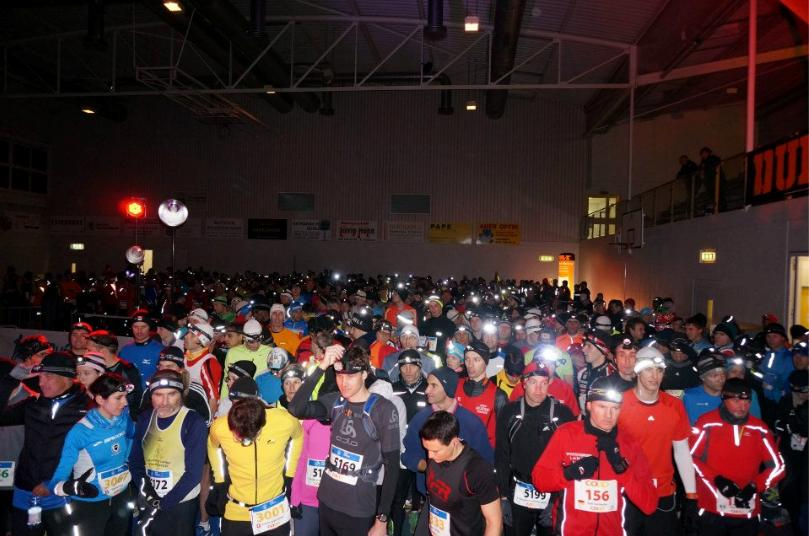
Start in der Sporthalle Unterrohr in Schlieren/Zürich zum Neujahrsmarathon Zürich vom 1. Januar 2013

Der Neujahrsmarathon Zürich ist ein Marathonlauf, der seit 2005 jährlich am 1. Januar durchgeführt wird. Gestartet wird um Mitternacht, exakt zum Beginn des neuen Jahres.
Start und Ziel befinden sich in Schlieren bei Zürich. Die Strecke besteht aus einem Rundkurs à 10,55 Kilometer dem Fluss Limmat entlang, wobei die Gemeinden Schlieren, Zürich, Oberengstringen, Unterengstringen, Würenlos (Kloster Fahr) und Dietikon durchlaufen werden. Neben der Marathondistanz werden auch ein Halbmarathon, ein Viertelmarathon und ein Team Run (Marathondistanz) angeboten. Der Start zum Marathon, die Zielpassagen nach jeder Runde sowie als Höhepunkt die Zieleinläufe finden in der zur Festhalle umfunktionierten Sporthalle Unterrohr in Schlieren statt. Somit bietet sich Zuschauern die Möglichkeit, das Rennen in der Festhalle drinnen an der Wärme live mitzuverfolgen.
Im Vorfeld der mitternächtlichen Rennen wird jeweils ein Kids Run über 750 Meter mit Gratisstart für Kinder und Jugendliche von 3 bis 14 Jahren angeboten. Der Startschuss dazu fällt am 31. Dezember um 22:00 Uhr. Start und Ziel befinden sich ebenfalls in der Sporthalle.
Moderiert wird der Lauf jeweils von Franco Marvulli (vierfacher Rad-Weltmeister, Moderator) zusammen mit Alain Helfenstein (Ironman-Triathlet und -Speaker).
Die Zeitlimite beträgt 5 Stunden, die letzte Runde muss spätestens um 03:40 Uhr in Angriff genommen werden.

## Offizielle internationale Anerkennung
Die Laufstrecken sind allesamt gemäss den Regeln von World Athletics vermessen. Als eine von lediglich sieben Laufveranstaltungen in der Schweiz figuriert der Neujahrsmarathon im Wettkampfkalender von AIMS (Association of International Marathons and Distance Races), womit die erzielten Endzeiten – ebenso wie die Zwischenzeiten nach 10 Kilometern und nach der Halbmarathondistanz – offizielle Anerkennung durch World Athletics finden. Weitere Schweizer AIMS-Mitglieder sind der Zürich-Marathon, der Zermatt-Marathon, der Swiss Alpine Marathon, der Jungfrau-Marathon, der Swiss City Marathon Lucerne sowie der Lausanne Marathon. Dank der mitternächtlichen Startzeit gehen die Siegerzeiten nicht nur in die Statistiken von World Athletics ein, sondern gelten dort Jahr für Jahr auch als erste offizielle Jahresweltbestzeiten, was selbstredend für viele Teilnehmer eine besondere Motivation darstellt.

## Veranstalter
Organisator ist der Verein Neujahrsmarathon Zürich, ein 2004 gegründeter Non-Profit-Verein. Die Vereinsstatuten sehen folgenden Zweck vor: Der VNZ bezweckt die Pflege und Förderung des Laufsports. Insbesondere organisiert er jeweils in der Silvesternacht den Neujahrsmarathon Zürich. Der Verein verfolgt keine kommerziellen Zwecke und erstrebt keinen Gewinn.
Letzteres widerspiegelt sich auch ganz direkt in den Meldegebühren: Trotz des Status als von World Athletics anerkannter Marathonlauf gehört der Neujahrsmarathon Zürich zu den kostengünstigsten Marathonläufen der Schweiz.

## COVID-19-Situation
Aufgrund der COVID-19-Pandemie wurden zwischen 2020 und 2022 zahlreiche Laufsport-Veranstaltungen entweder abgesagt oder konnten nur mit vielen Einschränkungen durchgeführt werden.
Per 28. Februar 2020 veranlasste der Bundesrat ein vorübergehendes Verbot von Grossveranstaltungen mit mehr als 1000 Teilnehmern. Da die Situation im Sommer 2020 noch zu unklar war, beschlossen die Organisatoren, die Veranstaltung vom 1. Januar 2021 abzusagen.
Die Veranstaltung am 1. Januar 2022 konnte dagegen unter Einhaltung der 2G-Regel sowie Maskenpflicht in der Sporthalle durchgeführt werden. Den Teilnehmenden, die sich bereits angemeldet hatten, bevor der Entscheid zur Durchführung mit 2G kommuniziert wurde, wurde offeriert, den Startplatz ausnahmsweise kostenlos um ein Jahr zu verschieben. Dieses Angebot nahmen 110 Personen in Anspruch.

## Zahlen 2025
- Teilnehmer (Total) im Ziel: 1041, davon 574 Männer und 467 Frauen
- Teilnehmer (Marathon) im Ziel: 199, davon 151 Männer und 48 Frauen

## Podestplätze Marathon

### Herren
| Jahr | Erster                               | Zweiter                                             | Dritter                                  |
| ---- | ------------------------------------ | --------------------------------------------------- | ---------------------------------------- |
| 2025 | Philippe Besson, Thalwil -2-         | Eric Riungu, Mutschellen                            | Philipp Arnold, Cham                     |
| 2024 | Philippe Besson, Thalwil             | Philipp Arnold, Cham                                | Jaime Gutiérrez Vicente, Valladolid      |
| 2023 | Sergio Rodríguez Restrepo, Manizales | Philipp Arnold, Cham                                | Henrik Westerlin, Zürich                 |
| 2022 | Philipp Arnold, Cham -3-             | Leendert, Van der Lugt, Capelle aan den IJssel      | Nicolas Kipfmüller, Le Mont-sur-Lausanne |
| 2020 | Robert Wilms, Mainz                  | Philipp Arnold, Cham                                | Stephan Gerber Lyss                      |
| 2019 | Nikki Johnstone, Düsseldorf          | Philipp Arnold, Cham                                | Tobias Hegmann, Groß-Umstadt             |
| 2018 | Patrick Wieser, Aadorf               | Negussie Bekele, Hinteregg                          | Robert Wilms, Mainz                      |
| 2017 | Philipp Arnold, Cham -2-             | Urs Schönholzer, Ittingen                           | Andreas Probst, Wasserliesch             |
| 2016 | David Jeker, Salvan                  | Philipp Arnold, Cham                                | Sean Fitzpatrick, London                 |
| 2015 | Frederic Ruberti, Sevelinges         | Philipp Arnold, Cham                                | Manuel Laub, Vinningen                   |
| 2014 | Philipp Arnold, Cham                 | Marcel Knape, Erfurt                                | Christophe Scherno, Saverne              |
| 2013 | Jan Fryc, Neratovice                 | Christophe Scherno, Saverne                         | Antonio Alegre Galbe, Saragossa          |
| 2012 | Markus von Gunten, Bettlach          | Lazloe Boden, Northampton                           | Paul Moog, Schleithal                    |
| 2011 | Dirk Joos, Friedrichshafen -2-       | Rafael Wyss, Dulliken                               | Jörg Schiller, Frauenau                  |
| 2010 | Dirk Joos, Friedrichshafen           | Dietmar Veith, Dettingen                            | Richard Widmer, Zwiefalten               |
| 2009 | Konrad von Allmen, Olten             | Urs Huber, Jonen                                    | Adrian Gröbli, Oetwil an der Limmat      |
| 2008 | Pius Hunold, Benken SG               | Emil Berger, Wiedlisbach                            | Rolf Frei, Bäretswil                     |
| 2007 | Josef Vogt, Balzers                  | Michael Müller, Dintikon                            | Daniel Thalmann, Bern                    |
| 2006 | Georg Schönbächler, Zürich           | Markus von Gunten, Bettlach                         | Jörg Rosenbaum, Mülheim an der Ruhr      |
| 2005 | Urs Schönholzer, Bern                | Stefan Kläusler, Winterthur Fredi Marti, Altstätten | ---                                      |

### Damen
| Jahr | Erste                               | Zweite                                 | Dritte                           |
| ---- | ----------------------------------- | -------------------------------------- | -------------------------------- |
| 2025 | Maja Hügli, Gränichen -2-           | Viola Naef, Belmont                    | Anna Rhyner, Wilen bei Wollerau  |
| 2024 | Joanna Ryter, Uvrier -2-            | Claudia Maria Henneken, Köln           | Alma Stebler, Arlesheim          |
| 2023 | Joanna Ryter, Uvrier                | Cathleen Lenk, Bad Kleinen             | Mary Reeves, Alcester            |
| 2022 | Maja Hügli, Gränichen               | Janine Frei, St. Gallen                | Deirdre Keane, Bronx             |
| 2020 | Astrid Roberts Feyer, St. Silvester | Lina-Kristin Schink, Wettswil          | Kerstin Hötte, Bielefeld         |
| 2019 | Nina Zarina, Moskau                 | Katrin Ochs, Leinfelden-Echterdingen   | Katharina Hediger-Weiss, Berg    |
| 2018 | Katharina Hartmuth, Zürich          | Ornella Poltéra, Domat/Ems             | Regula Kämpfer, Utzenstorf       |
| 2017 | Astrid Leutert, Bern                | Kerstin Hötte, Mainz                   | Atika Kuhn, Strasbourg           |
| 2016 | Astrid Müller, Grafstal -5-         | Bärbel Büschemann, Lage                | Jenny Federhen, Frankfurt        |
| 2015 | Lina-Kristin Schink, Berlin         | Katrin Gottschalk, Esslingen am Neckar | Tatiana Sviridova, Sosnoviy Bor  |
| 2014 | Astrid Müller, Grafstal -4-         | Latifa Mokhtari, Strassburg            | Doris Russenberger, Winterthur   |
| 2013 | Astrid Müller, Grafstal -3-         | Abby Knight, Omaha                     | Micaela Racky, Offenbach         |
| 2012 | Carmen Hildebrand, Hedingen         | Andrea Käppeli, Merenschwand           | Petra Schoplocher, Cham          |
| 2011 | Astrid Müller, Grafstal -2-         | Yvonne Hugelshofer, Maur               | Carmen Hildebrand, Hedingen      |
| 2010 | Astrid Müller, Grafstal             | Rosa Moreira, Obfelden                 | Andrea Huser, Aeschlen ob Gunten |
| 2009 | Andrea Huser, Aeschlen ob Gunten    | Silvia Haab-Herger, Oberarth           | Sandra Tschumi, Solothurn        |
| 2008 | Heidi Aeschlimann, Leuggern         | Carmen Hildebrand, Dossenheim          | Silvia Haab-Herger, Oberarth     |
| 2007 | Silvia Haab-Herger, Oberarth        | Silvia Pleuler, Birr-Lupfig            | Heidi Aeschlimann, Leuggern      |
| 2006 | Maria Luisa Costetti, Bagnacavallo  | Silvia Pleuler, Birr-Lupfig            | Melanie Gautschi, Hettlingen     |
| 2005 | Jacqueline Keller, Gebenstorf       | Jeannine Vogler, Thalwil               | Silvia Pleuler, Birr-Lupfig      |

## Podestplätze Halbmarathon
(2013: 18.052-Kilometer-Lauf)

### Herren
| Jahr | Erster                                  | Zweiter                             | Dritter                           |
| ---- | --------------------------------------- | ----------------------------------- | --------------------------------- |
| 2025 | Miro Mülli, Egg bei Zürich              | Leopold Karl, Zürich                | Yannic Wild, Illnau               |
| 2024 | Marco Fasel, Düdingen                   | Benjamin Ueltschi, Zürich           | Dominik Meier, Kirchzarten        |
| 2023 | Michael Kirchberger, Roßbach            | Marco Fasel, Düdingen               | Stefan Zimmermann, Eisenach       |
| 2022 | Daan De Groot, Lausen                   | Marco Fasel, Wünnewil               | Michael Kirchberger Roßbach       |
| 2020 | Luca Vogelsang, Bösingen                | Michael Kirchberger, Roßbach        | Benedikt Laska Bern               |
| 2019 | Daniel Lustenberger, Kriens             | Wouter Berghuijs, Zürich            | Thibaud Friess, Dübendorf         |
| 2018 | Philipp Arnold, Cham                    | Manuel Hügli, Brislach              | Fumiaki Fujita, Genf              |
| 2017 | David Jeker, Chandolin                  | Daniel Föllmi, Hünenberg            | Hansjörg Hegg, Ipsach             |
| 2016 | Samir Baala, Illkirch-Graffenstaden -3- | Rafael Wyss, Thalwil                | Francisco Urbano Sales, Málaga    |
| 2015 | Samir Baala, Illkirch-Graffenstaden -2- | Daniel Zwiker, Bäretswil            | Henrik Stadler, Heiligenberg      |
| 2014 | Samir Baala, Illkirch-Graffenstaden     | Sebastien Treffort, Ferney-Voltaire | Bernhard Eggenschwiler, Büsserach |
| 2013 | Donnino Anderhalden, Zürich             | Richard Stoffel, Zürich             | Peter Keller, Kreuzlingen         |
| 2012 | Benjamin Rubio, Ernolsheim-Bruche       | Ueli Bieler, Zürich                 | Christophe Scherno, Saverne       |
| 2011 | René Boutellier, Zürich                 | Pascal Birbaum, Brünisried          | Richard Stoffel, Zürich           |
| 2010 | Franck Mouriaux, Glattbrugg -3-         | Richard Stoffel, Zürich             | Daniel Bouzon, Yverdon            |
| 2009 | Franck Mouriaux, Glattbrugg -2-         | Patrick Leuzinger, Ennenda          | Daniel Walt, Uster                |
| 2008 | Franck Mouriaux, Glattbrugg             | Filippo Neri, Oetwil an der Limmat  | Fredi Rimensberger, Utzenstorf    |
| 2007 | Fredi Marti, Altstätten                 | Richard Stoffel, Zürich             | Franck Mouriaux, Glattbrugg       |

### Damen
| Jahr | Erste                         | Zweite                            | Dritte                                 |
| ---- | ----------------------------- | --------------------------------- | -------------------------------------- |
| 2025 | Murielle Nigro, Dorénaz -3-   | Lea Sabrina Kaufmann, Schramberg  | Alena Proschinger, Frankfurt am Main   |
| 2024 | Murielle Nigro, Dorénaz -2-   | Clotilde Boffy, Divonne les Bains | Liv Egli, Schaffhausen                 |
| 2023 | Murielle Nigro, Dorénaz       | Elvira Keiser, Stansstad          | Charlotte Lang, Hüttenberg             |
| 2022 | Klasina Brunott, Glovelier    | Lisa Oberosler, Frankfurt         | Kathrin Roos, Hünenberg See            |
| 2020 | Carrie Donohue, Pittsburgh    | Henrike Christ Freiburg           | Tatiana Leite Da Silva Bourg-Charente/ |
| 2019 | Arlette Maurer, Olten         | Nina Kreisherr, Niederwil SG      | Katrin Saly Graf, Stallikon            |
| 2018 | Michela Segalada, Winterthur  | Sabine Kuonen, Lalden             | Caroline Röhrl, Büsserach              |
| 2017 | Caroline Röhrl, Büsserach     | Beatrice Theiler, Bätterkinden    | Olivia Manatschal, Brumath             |
| 2016 | Odlie Rein, Sonvilier         | Elvira Flurschütz, Bindlach       | Ezgi Akdesir, Jegenstorf               |
| 2015 | Ezgi Akdesir, Bern -2-        | Katja Zwiker, Bäretswil           | Caroline Cejka, Zürich                 |
| 2014 | Ezgi Akdesir, Bern            | Friederike Müller, Inzing         | Jahaira Olivieri, Illesheim            |
| 2013 | Caroline Steiner, Henau       | Tanja Sonderegger, Rotkreuz       | Franziska Etter, Zürich                |
| 2012 | Nadja Kessler, Rapperswil     | Paola Vignani, Alice Superiore    | Nadine Joswig, Zürich                  |
| 2011 | Elisabetta Comero, Cameri     | Lorenza Di Gregorio, Varese       | Christina D'Ignazio, Adliswil          |
| 2010 | Christiane Bouquet, Ste-Croix | Nicole Fröhlich, Zürich           | Esther Roeter, Zürich                  |
| 2009 | Lorenza Di Gregorio, Varese   | Astrid Müller, Grafstal           | Christiane Bouquet, Ste-Croix          |
| 2008 | Corinne Zeller, Weissenburg   | Daniela Schellenberg, Egg         | Priska Lacher, Einsiedeln              |
| 2007 | Sarah Wyss, Carouge           | Tanja Puschner, Friedberg         | Nadja Künzle, Zürich                   |

## Podestplätze Viertelmarathon (10.549 km)
(2013: 12.016-Kilometer-Lauf)
(2007–2009, 2014: 10-Kilometer-Lauf)
(2006: 12.234-Kilometer-Lauf)

### Herren
| Jahr | Erster                           | Zweiter                           | Dritter                           |
| ---- | -------------------------------- | --------------------------------- | --------------------------------- |
| 2025 | Herbert Enzinger, Theisendorf    | Benjamin Ueltschi, Zürich         | Manuel Hügli, Laufen              |
| 2024 | Luca Vogelsang, Bösingen         | Manuel Hügli, Laufen              | Lars Ryffel, Bäretswil            |
| 2023 | Manuel Hügli, Laufen             | Bruno Albuquerque, Epautheyres    | Christian Senn, Seuzach           |
| 2022 | Seare Weldezghi, Zürich          | Manuel Hügli, Laufen              | Ricardo Pinto, Genève             |
| 2020 | Fabian Dutli, Geroldswil -4-     | Seare Weldezghi, Zürich           | Ruedi Becker Elgg                 |
| 2019 | Fabian Dutli, Geroldswil -3-     | Ruedi Becker, Zug                 | Matteo Pio-Loco, Dübendorf        |
| 2018 | Luca Vogelsang, Bösingen         | Fabian Dutli, Geroldswil          | Matteo Pio-Loco, Dübendorf        |
| 2017 | Fabian Dutli, Geroldswil -2-     | Gil Meyer, Zürich                 | Brad Slavens, Atlanta             |
| 2016 | Pierre Fournier, Ste-Croix       | Fabian Dutli, Geroldswil          | Bernhard Eggenschwiler, Büsserach |
| 2015 | Gabriel Cristian Lutic, Bukarest | Bernhard Eggenschwiler, Büsserach | Fabian Dutli, Geroldswil          |
| 2014 | Fabian Dutli, Geroldswil         | Niklas Rohling, Konstanz          | Stephan Okle, Reichenau           |
| 2013 | Brad Slavens, Atlanta            | Ueli Küttel, Küssnacht am Rigi    | Thomas Bürgi, Goldau              |
| 2012 | Donnino Anderhalden, Zürich      | Roger Ramer, Zürich               | Beat Berger, Olten                |
| 2011 | Erich Huber, Rechthalten         | Roger Ramer, Zürich               | Michael Weber, Affoltern          |
| 2010 | Ronan Doolin, Dublin             | Steffen Haak, Karlsruhe           | Antoine Marchand, Colombier       |
| 2009 | Roger Ramer, Zürich              | Davide Vassalli, Olivone          | Reto Hoppler, Zürich              |
| 2008 | Daniel Fässler, Evilard          | Reto Klingenfuss, Zürich          | Thomas Winkler, Liebefeld         |
| 2007 | Thomas Winkler, Liebefeld        | Roger Ramer, Zürich               | Lorenzo Viera, Schlieren          |
| 2006 | Urs Schönholzer, Bern            | Winkler Thomas, Liebefeld         | Richard Stoffel, Zürich           |

### Damen
| Jahr | Erste                            | Zweite                           | Dritte                      |
| ---- | -------------------------------- | -------------------------------- | --------------------------- |
| 2025 | Lynn Schneeberger, Häfelfingen   | Leonie Bolle, Mainz              | Ines Haueter, Riedholz      |
| 2024 | Corina Ryf, Zürich               | Sabina Grob, Zürich              | Leonie Bolle, Mainz         |
| 2023 | Dior Langlois, Pampigny          | Jessica Aeschbach, Laufen        | Yaël Nusser, Weinfelden     |
| 2022 | Jessica Aeschbach, Laufen        | Shani Stockhammer, Pully         | Lucy Rostetter, Chur        |
| 2020 | Anny Wolter, Kleinbettingen      | Margot Guépratte, Publier        | Morgane Crausaz, Pleigne    |
| 2019 | Delphine Marmy, Avry-devant-Pont | Slavka Bouzon, Lovens            | Corina Ryf, Zürich          |
| 2018 | Kaitlyn Peale, Kilchberg         | Sarah Frieden, Urtenen-Schönbühl | Zohra Benyoussef, Delémont  |
| 2017 | Caroline Cejka, Zürich           | Lina-Kristin Schink, Zürich      | Severine Combremont, Cheiry |
| 2016 | Lina-Kristin Schink, Zürich      | Alicia Maier, Aalen              | Karin Zingg, Möhlin         |
| 2015 | Nicole Egger, Langenthal         | Caroline Röhrl, Büsserach        | Karin Etter-Quabeck, Ins    |
| 2014 | Caroline Röhrl, Büsserach        | Morgane Crausaz, Soulce          | Alizee Schnegg, Moutier     |
| 2013 | Bianca Meyer, München            | Morgane Crausaz, Soulce          | Alizee Schnegg, Moutier     |
| 2012 | Julia Brugger, Konstanz          | Nicole Fröhlich, Zürich          | Margrit Bänziger, Ebikon    |
| 2011 | Margrit Bänziger, Ebikon         | Marion Zimmermann, Adliswil      | Dagmar Gubser, Berschis     |
| 2010 | Corinne Zeller, Weissenburg      | Christel Matthey, Cortaillod     | Crona Brady, Dublin         |
| 2009 | Emma Pooley, Zürich              | Stefica Gajic, Eggenwil          | Rosalba Rossi, Giubiasco    |
| 2008 | Stefica Gajic, Eggenwil -3-      | Anne-Rachel Boch, Straßburg      | Andrea Schwab, Uster        |
| 2007 | Stefica Gajic, Eggenwil -2-      | Tsilla Vallotton, Lucens         | Susi Mangold, Tenniken      |
| 2006 | Stefica Gajic, Eggenwil          | Rachel Buchs, Zumholz            | Anne Gertsch, Neuenburg     |

## Podestplätze übrige Distanzen

### Herren
| Distanz   | Jahr | Erster                    | Zweiter                  | Dritter                       |
| --------- | ---- | ------------------------- | ------------------------ | ----------------------------- |
| 5.980 km  | 2013 | Beat Berger, Zürich       | Emil Berger, Wiedlisbach | Alexander Grigo, Bad Dürrheim |
| 4.2195 km | 2006 | Wirz Michael, Birmensdorf | Robin Lötscher, Zürich   | Sergio Grond, Hedingen        |

### Damen
| Distanz   | Jahr | Erste                         | Zweite                   | Dritte                        |
| --------- | ---- | ----------------------------- | ------------------------ | ----------------------------- |
| 5.980 km  | 2013 | Margrit Bänziger, Ebikon      | Aenslee Tanner, Auckland | Brigitte Bieri, St. Pantaleon |
| 4.2195 km | 2006 | Stefanie Rothenbühler, Wabern | Ines Bisang, Uster       | Doris Gujer, Affoltern        |

## Bestzeiten Marathon

### Top-10 Herren
| Zeit    | Name                                 | Jahr |
| ------- | ------------------------------------ | ---- |
| 2:26:52 | Nikki Johnstone, Düsseldorf          | 2019 |
| 2:29:51 | Philippe Besson, Thalwil             | 2025 |
| 2:31:28 | Patrick Wieser, Aadorf               | 2018 |
| 2:34:31 | Sergio Rodríguez Restrepo, Manizales | 2023 |
| 2:35:23 | Robert Wilms, Mainz                  | 2020 |
| 2:36:35 | Eric Riungu, Mutschellen             | 2025 |
| 2:38:21 | Pius Hunold, Benken SG               | 2008 |
| 2:38:28 | Urs Schönholzer, Bern                | 2005 |
| 2:38:44 | Philippe Besson, Thalwil             | 2024 |
| 2:39:02 | Philipp Arnold, Cham                 | 2022 |

### Top-10 Damen
| Zeit    | Name                                 | Jahr |
| ------- | ------------------------------------ | ---- |
| 2:56:50 | Joanna Ryter, Uvrier                 | 2024 |
| 2:59:18 | Astrid Roberts Feyer, St. Silvester  | 2020 |
| 2:59:29 | Astrid Müller, Grafstal              | 2013 |
| 3:06:04 | Joanna Ryter, Uvrier                 | 2023 |
| 3:05:17 | Nina Zarina, Moskau                  | 2019 |
| 3:06:28 | Astrid Müller, Grafstal              | 2016 |
| 3:08:24 | Katrin Ochs, Leinfelden-Echterdingen | 2019 |
| 3:08:29 | Lina-Kristin Schink, Wettswil        | 2020 |
| 3:10:46 | Astrid Müller, Grafstal              | 2014 |
| 3:10:52 | Katharina Hediger-Weiss, Berg        | 2019 |

## Bestzeiten Halbmarathon

### Top-10 Herren
| Zeit (h)          | Name                                | Jahr |
| ----------------- | ----------------------------------- | ---- |
| 1:11:25 (Zw'zeit) | Philemon Kemboi, Esslingen          | 2024 |
| 1:11:44 (Zw'zeit) | Patrick Wieser, Aadorf              | 2018 |
| 1:12:16 (Zw'zeit) | Nikki Johnstone, Düsseldorf         | 2019 |
| 1:12:34           | Daan De Groot, Lausen               | 2022 |
| 1:12:42 (Zw'zeit) | Philippe Besson, Thalwil            | 2025 |
| 1:12:44 (Zw'zeit) | Eric Riungu, Mutschellen            | 2025 |
| 1:12:53           | Marco Fasel, Düdingen               | 2024 |
| 1:13:10           | Miro Mülli, Egg bei Zürich          | 2025 |
| 1:13:11           | Benjamin Ueltschi, Zürich           | 2024 |
| 1:13:16           | Samir Baala, Illkirch-Graffenstaden | 2014 |

### Top-10 Damen
| Zeit              | Name                         | Jahr |
| ----------------- | ---------------------------- | ---- |
| 1:22:24           | Michela Segalada, Winterthur | 2018 |
| 1:25:20           | Sabine Kuonen, Lalden        | 2018 |
| 1:25:40           | Carrie Donohue, Pittsburgh   | 2020 |
| 1:25:41           | Arlette Maurer, Olten        | 2019 |
| 1:25:55           | Corinne Zeller, Weissenburg  | 2008 |
| 1:26:18 (Zw'zeit) | Dioni Gorla, Düsseldorf      | 2019 |
| 1:28:11 (Zw'zeit) | Joanna Ryter, Uvrier         | 2024 |
| 1:28:40           | Murielle Nigro, Dorénaz      | 2023 |
| 1:28:43           | Murielle Nigro, Dorénaz      | 2024 |
| 1:28:43 (Zw'zeit) | Nina Zarina, Moskau          | 2019 |

## Bestzeiten Viertelmarathon

### Top-10 Herren
| Zeit            | Name                          | Jahr |
| --------------- | ----------------------------- | ---- |
| 34:59           | Seare Weldezghi, Zürich       | 2022 |
| 35:01           | Fabian Dutli, Geroldswil      | 2020 |
| 35:10 (Zw'zeit) | Patrick Wieser, Aadorf        | 2018 |
| 35:19           | Luca Vogelsang, Bösingen      | 2024 |
| 35:19 (Zw'zeit) | Philemon Kemboi, Esslingen    | 2024 |
| 35:28           | Fabian Dutli, Geroldswil      | 2019 |
| 35:36           | Herbert Enzinger, Theisendorf | 2025 |
| 35:42 (Zw'zeit) | Nikki Johnstone, Düsseldorf   | 2019 |
| 35:43           | Benjamin Ueltschi, Zürich     | 2025 |
| 35:43 (Zw'zeit) | Philippe Besson, Thalwil      | 2025 |

### Top-10 Damen
| Zeit            | Name                             | Jahr |
| --------------- | -------------------------------- | ---- |
| 40:27 (Zw'zeit) | Michela Segalada, Winterthur     | 2018 |
| 41:01           | Corinne Zeller, Weissenburg      | 2010 |
| 41:30           | Anny Wolter, Kleinbettingen      | 2020 |
| 41:47 (Zw'zeit) | Carrie Donohue, Pittsburgh       | 2020 |
| 41:54           | Kaitlyn Peale, Kilchberg ZH      | 2018 |
| 41:55           | Julia Brugger, Konstanz          | 2012 |
| 42:05           | Crystel Matthey, Cortaillod      | 2010 |
| 42:06           | Delphine Marmy, Avry-devant-Pont | 2019 |
| 42:07           | Nicole Fröhlich, Zürich          | 2012 |
| 42:10 (Zw'zeit) | Arlette Maurer, Olten            | 2019 |

## Bestzeiten 10-Kilometer-Lauf

### Top-10 Herren
| Zeit            | Name                            | Jahr |
| --------------- | ------------------------------- | ---- |
| 33:05 (Zw'zeit) | Seare Weldezghi, Zürich/ERI     | 2022 |
| 33:09 (Zw'zeit) | Fabian Dutli, Geroldswil/CH     | 2020 |
| 33:17 (Zw'zeit) | Patrick Wieser, Aadorf/CH       | 2018 |
| 33:30 (Zw'zeit) | Luca Vogelsang, Bösingen/CH     | 2024 |
| 33:30 (Zw'zeit) | Philemon Kemboi, Esslingen/D    | 2024 |
| 33:38 (Zw'zeit) | Fabian Dutli, Geroldswil/CH     | 2019 |
| 33:46 (Zw'zeit) | Nikki Johnstone, Düsseldorf/D   | 2019 |
| 33:47 (Zw'zeit) | Herbert Enzinger, Theisendorf/D | 2025 |
| 33:52 (Zw'zeit) | Benjamin Ueltschi, Zürich/CH    | 2025 |
| 33:52 (Zw'zeit) | Philippe Besson, Thalwil/CH     | 2025 |

### Top-10 Damen
| Zeit            | Name                                | Jahr |
| --------------- | ----------------------------------- | ---- |
| 38:19 (Zw'zeit) | Michela Segalada, Winterthur/CH     | 2018 |
| 39:17 (Zw'zeit) | Anny Wolter, Kleinbettingen/L       | 2020 |
| 39:29 (Zw'zeit) | Carrie Donohue, Pittsburgh/US       | 2020 |
| 39:45 (Zw'zeit) | Kaitlyn Peale, Kilchberg ZH/CH      | 2018 |
| 39:54 (Zw'zeit) | Delphine Marmy, Avry-devant-Pont/CH | 2019 |
| 39:54 (Zw'zeit) | Arlette Maurer, Olten/CH            | 2019 |
| 40:03 (Zw'zeit) | Corina Ryf, Zürich/CH               | 2024 |
| 40:08           | Emma Pooley, Zürich/CH              | 2009 |
| 40:10 (Zw'zeit) | Lina-Kristin Schink, Zürich/CH      | 2016 |
| 40:17 (Zw'zeit) | Dioni Gorla, Düsseldorf/D           | 2019 |

## Teilnehmerzahlen im Detail

### Alle Strecken
| Jahr | gemeldet   | gestartet | klassiert |
| ---- | ---------- | --------- | --------- |
| 2025 | 1338       | 1084      | 1041      |
| 2024 | 1130       | 991       | 966       |
| 2023 | 1041       | 845       | 820       |
| 2022 | 770+110(*) | 603       | 594       |
| 2020 | 1193       | 1063      | 1038      |
| 2019 | 1165       | 1028      | 988       |
| 2018 | 1091       | 995       | 969       |
| 2017 | 1095       | 948       | 917       |
| 2016 | 981        | 878       | 861       |
| 2015 | 814        | 696       | 683       |
| 2014 | 813        | 730       | 701       |
| 2013 | 632        | 570       | 539       |
| 2012 | 601        | 517       | 498       |
| 2011 | 567        | 512       | 490       |
| 2010 | 661        | 605       | 587       |
| 2009 | 434        | 375       | 361       |
| 2008 | 394        | 344       | 327       |
| 2007 | 380        | 352       | 341       |
| 2006 | 292        | 241       | 219       |
| 2005 | 181        | 151       | 132       |

(*) 110 Läufer machten vom ausnahmsweisen Angebot der Organisatoren Gebrauch, den Startplatz kostenlos auf den 1. Januar 2023 zu verschieben.

### Marathon
| Jahr | gemeldet  | gestartet | klassiert |
| ---- | --------- | --------- | --------- |
| 2025 | 329       | 238       | 199       |
| 2024 | 257       | 222       | 197       |
| 2023 | 266       | 197       | 174       |
| 2022 | 166+51(*) | 124       | 116       |
| 2020 | 272       | 242       | 217       |
| 2019 | 293       | 227       | 199       |
| 2018 | 240       | 215       | 191       |
| 2017 | 268       | 233       | 209       |
| 2016 | 258       | 234       | 221       |
| 2015 | 205       | 164       | 153       |
| 2014 | 244       | 205       | 177       |
| 2013 | 226       | 201       | 170       |
| 2012 | 202       | 171       | 154       |
| 2011 | 198       | 181       | 163       |
| 2010 | 207       | 175       | 158       |
| 2009 | 141       | 123       | 115       |
| 2008 | 133       | 119       | 107       |
| 2007 | 123       | 116       | 107       |
| 2006 | 147       | 116       | 94        |
| 2005 | 181       | 151       | 132       |

(*) 51 Marathonläufer machten vom ausnahmsweisen Angebot der Organisatoren Gebrauch, den Startplatz kostenlos auf den 1. Januar 2023 zu verschieben.

### Halbmarathon
(2013: 18.052-Kilometer-Lauf)
| Jahr | gemeldet  | gestartet | klassiert |
| ---- | --------- | --------- | --------- |
| 2025 | 473       | 391       | 391       |
| 2024 | 421       | 368       | 368       |
| 2023 | 390       | 323       | 323       |
| 2022 | 309+38(*) | 236       | 236       |
| 2020 | 468       | 417       | 417       |
| 2019 | 439       | 394       | 392       |
| 2018 | 415       | 379       | 379       |
| 2017 | 417       | 360       | 360       |
| 2016 | 371       | 325       | 324       |
| 2015 | 312       | 277       | 275       |
| 2014 | 275       | 245       | 245       |
| 2013 | 163       | 149       | 149       |
| 2012 | 224       | 189       | 187       |
| 2011 | 209       | 191       | 187       |
| 2010 | 250       | 235       | 234       |
| 2009 | 128       | 109       | 103       |
| 2008 | 149       | 131       | 126       |
| 2007 | 142       | 132       | 130       |

(*) 38 Halbmarathonläufer machten vom ausnahmsweisen Angebot der Organisatoren Gebrauch, den Startplatz kostenlos auf den 1. Januar 2023 zu verschieben.

### Viertelmarathon (10.549 km)
(2013: 12.016-Kilometer-Lauf)
(2007–2009, 2014: 10-Kilometer-Lauf)
(2006: 12.234-Kilometer-Lauf)
| Jahr | gemeldet  | gestartet | klassiert |
| ---- | --------- | --------- | --------- |
| 2025 | 463       | 389       | 388       |
| 2024 | 406       | 360       | 360       |
| 2023 | 326       | 278       | 276       |
| 2022 | 238+19(*) | 190       | 189       |
| 2020 | 363       | 326       | 326       |
| 2019 | 349       | 329       | 326       |
| 2018 | 358       | 330       | 328       |
| 2017 | 336       | 294       | 293       |
| 2016 | 301       | 277       | 277       |
| 2015 | 267       | 233       | 233       |
| 2014 | 251       | 241       | 240       |
| 2013 | 116       | 103       | 103       |
| 2012 | 175       | 157       | 157       |
| 2011 | 160       | 140       | 140       |
| 2010 | 204       | 195       | 195       |
| 2009 | 165       | 143       | 143       |
| 2008 | 112       | 94        | 94        |
| 2007 | 115       | 104       | 104       |
| 2006 | 104       | 89        | 89        |

(*) 19 Viertelmarathonläufer machten vom ausnahmsweisen Angebot der Organisatoren Gebrauch, den Startplatz kostenlos auf den 1. Januar 2023 zu verschieben.

### 5.980-Kilometer-Lauf
| Jahr | gemeldet | gestartet | klassiert |
| ---- | -------- | --------- | --------- |
| 2013 | 93       | 83        | 83        |

### Zehntelmarathon (4.2195-Kilometer-Lauf)
| Jahr | gemeldet | gestartet | klassiert |
| ---- | -------- | --------- | --------- |
| 2006 | 41       | 36        | 36        |

### Kids Run (750-Meter-Lauf)
(2014: 333-Meter- und 773-Meter-Lauf)
| Jahr | gemeldet | gestartet | klassiert |
| ---- | -------- | --------- | --------- |
| 2025 | 22       | 17        | 17        |
| 2024 | 31       | 26        | 26        |
| 2023 | 42       | 36        | 36        |
| 2022 | 34+2(*)  | 30        | 30        |
| 2020 | 46       | 38        | 38        |
| 2019 | 54       | 48        | 47        |
| 2018 | 44       | 41        | 41        |
| 2017 | 41       | 28        | 28        |
| 2016 | 29       | 19        | 19        |
| 2015 | 5        | 5         | 5         |
| 2014 | 9        | 9         | 9         |

(*) 2 Kinder machten vom ausnahmsweisen Angebot der Organisatoren Gebrauch, den Startplatz kostenlos auf den 1. Januar 2023 zu verschieben.